# Antiphrisson accessus
Antiphrisson accessus là một loài ruồi trong họ Asilidae. Antiphrisson accessus được Lehr miêu tả năm 1986. Loài này phân bố ở vùng Cổ Bắc giới.